# Paris-Roubaix de 1898
A 3.ª edição da Paris-Roubaix teve lugar a 10 de abril de 1898 e foi vencida pela segunda vez pelo francês Maurice Garin. A prova contou com 268 quilómetros e a média de velocidade foi de 32,599 km/h. A saída contou com 35 corredores profissionais e só 18 foram classificados.

## Classificação final
| Posição | Ciclista          | Equipa | Tempo        |
| ------- | ----------------- | ------ | ------------ |
| 1       | Maurice Garin     | -      | 8h 13' 15"   |
| 2       | Auguste Stephane  | -      | + 28' 00"    |
| 3       | Edouard Wattelier | -      | + 33' 52"    |
| 4       | Jean Bertin       | -      | + 46' 26"    |
| 5       | Charles Meyer     | -      | + 1h 12' 59" |
| 6       | Rodolfo Muller    | -      | + 1h 31' 31" |
| 7       | Gaston Herrinck   | -      | + 2h 00' 35" |
| 8       | Jules Cordier     | -      | + 2h 08' 16" |
| 9       | Liegeois          | -      | + 2h 33' 01  |
| 10      | François Monachon | -      | + 2h 39' 05" |